# Post-matérialisme inversé
 (mars 2025).
 (mars 2025).
Motif : Théorie dont même les créateurs sont inconnus ; on n'évoque que ceux qui s'y opposent. Cette théorie, née dans des universités américaines, n'a pas encore franchi l'Atlantique et ne paraît notoire ni aux USA ni en Europe.
- Archive Wikiwix
- Bing
- Cairn
- DuckDuckGo
- E. Universalis
- Gallica
- Google
- G. Books
- G. News
- G. Scholar
- Persée
- Qwant
- (zh) Baidu
- (ru) Yandex
- (wd) trouver des œuvres sur Wikidata

| 1. | Préciser le motif de la pose du bandeau. | Précisez le motif de la pose du bandeau en utilisant la syntaxe suivante : {{admissibilité à vérifier\|date=août 2025\|motif=remplacez ce texte par le motif}}                                 |
| 2. | Informer les utilisateurs concernés.     | Pensez à avertir le créateur de l'article, par exemple, en insérant le code ci-dessous sur sa page de discussion : {{subst:avertissement admissibilité à vérifier\|Post-matérialisme inversé}} |

Le post-matérialisme inversé est une théorie en sociologie qui tente d'expliquer le soutien croissant des sociétés occidentales aux idées et aux partis populistes de droite et d'extrême-droite,.
Elle est dérivée de la théorie du post-matérialisme développé en sociologie par Ronald Inglehart dans les années 1970.
Les défenseurs de cette théorie justifient la montée des partis populistes de droite et d'extrême droite par l'intérêt des partis de centre gauche dans les années 1970 et 1980 pour les questions post-matérialistes (le féminisme, l'écologie, les droits des personnes LGBT, la liberté sexuelle, l'antiracisme, etc).
Selon eux, l'intérêt pour ces nouvelles questions remplacerait les traditionnelles votes de classe, régies par des intérêts économiques de classe, par des votes culturels, sur lesquelles pourraient prospérer les extrêmes-droites.
Néanmoins, Simon Bornschier rappelle que le « cœur idéologique de la droite populiste réside dans l'opposition au processus de modernisation de la société ». 

## Critiques
Roger Eatwell défend que le post-matérialisme inversé est insuffisant pour expliquer les variations locales dans le soutien aux partis d'extrême droite — par exemple, pour expliquer pourquoi le Parti national britannique a obtenu de bons résultats à Oldham lors des élections générales de 2001, mais relativement peu dans la ville voisine de Blackburn.
Merkel et Weinberg (2004) ont soutenus que c'était en Allemagne, dans les pays Scandinaves et aux Pays-Bas que les valeurs post-matérialistes étaient les plus fortes alors que les partis d’extrême droite était généralement les plus faibles.
Divers auteurs démontrent que dans les années 1990 et 2000, les partis d'extrême-droite français et flamands, le Front national et Vlaams Belang, ont adopté une ligne anti-matérialiste en prenant prioritairement en compte, à leur manière, la question sociale plutôt que les préoccupations économiques,.

## Principales publications
- (en) Roger Eatwell et Cas Mudde, Western Democracies and the New Extreme Right Challenge, Routledge, 20 novembre 2003 (ISBN 978-1-134-20156-3, lire en ligne)
- (en) Peter H. Merkl et Leonard Weinberg, Right-wing Extremism in the Twenty-first Century, Psychology Press, 2003 (ISBN 978-0-7146-5182-8, lire en ligne)
- (en) Cas Mudde, The Populist Radical Right: A Reader, Routledge, 4 octobre 2016 (ISBN 978-1-315-51455-0, lire en ligne)
- (en) Owen Worth, Morbid Symptoms: The Global Rise of the Far-Right, Bloomsbury Publishing, 15 octobre 2019 (ISBN 978-1-78699-336-6, lire en ligne)